# シカンディン

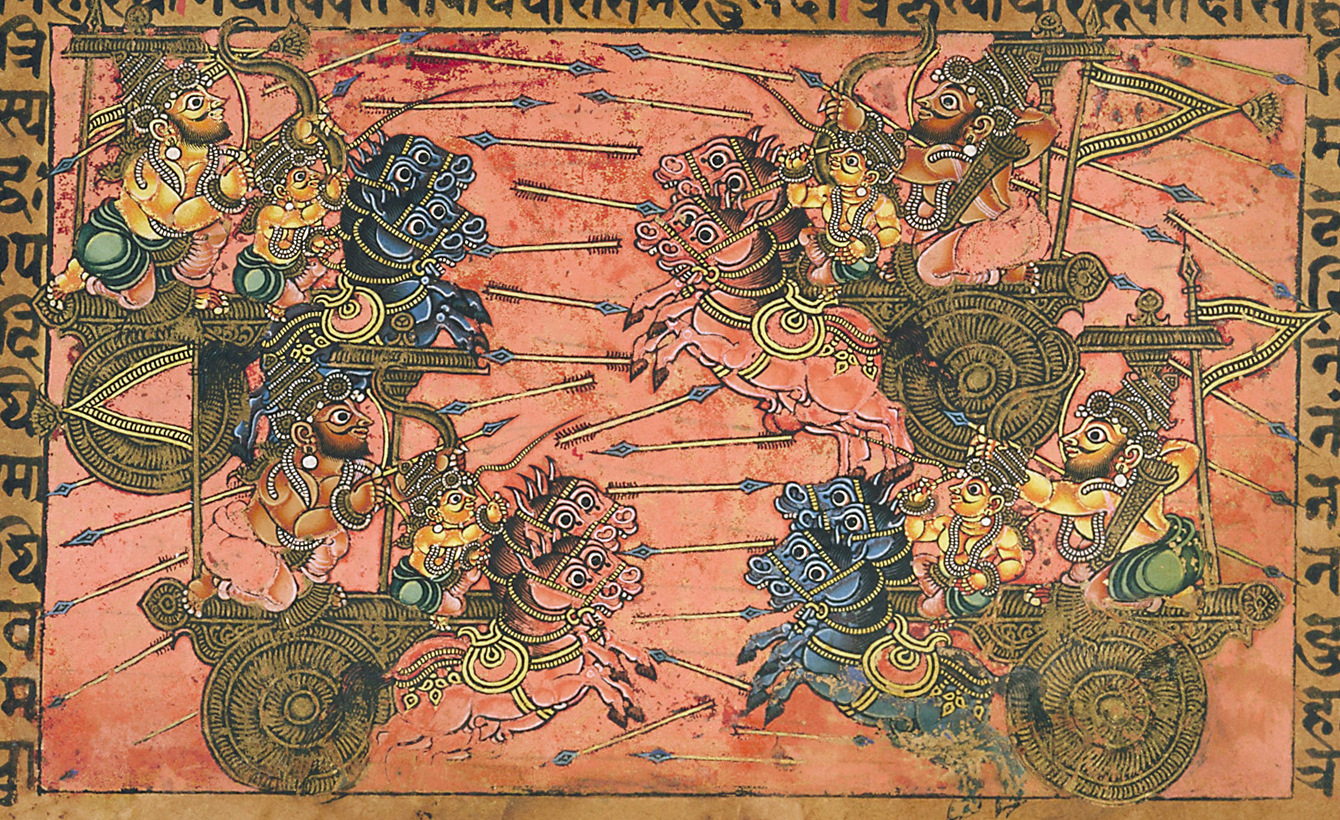
クリパと戦うシカンディン（右上）。

シカンディン（サンスクリット: शिखण्डिन् Śikhaṇḍin（主格形 Śikhaṇḍī）、インドネシア語: Srikandi）は、ヒンドゥー教の叙事詩『マハーバーラタ』の登場人物。彼はもともとはパンチャーラ国の王ドルパダの娘、シカンディニーとして生を受けている。シカンディンは父ドルパダ、弟ドリシュタデュムナとともにクル・クシェートラの戦いでパーンダヴァの側についた。息子はクシャトラデーヴァ（Kṣatradeva）。

## 前世
シカンディンは前世ではアンバー（Ambā）という名の女性として生を受けている。アンバーはカーシー王国の長女だった。アンバーは妹たち、アンビカー、アンバーリカーとともにスヴァヤンヴァラに参加していたところをビーシュマに無理やり連れ去られ、ハスティナープラのユヴァラージャ（Yuvarāja、王位に就いた王子）であるヴィチトラヴィーリヤの結婚相手としてサティヤヴァティーに引き合わされた。
アンバーがビーシュマに、サウバラの王シャールヴァと婚約をしていると話すとビーシュマは受け入れ、ヴィチトラヴィーリヤは2人の妹、すなわちアンビカー、アンバーリカーのみを妻とした。ビーシュマはアンバーをシャールヴァのもとに送り返すが、シャールヴァはビーシュマに負けアンバーをさらわれてしまったことを恥じ彼女を拒絶する。行き場を失ったアンバーはビーシュマのもとに戻り、結婚してくれるように頼む。不淫の誓いを立てていたビーシュマは彼女を拒絶した。
貰い手を失ったアンバーはビーシュマを恨むようになり、彼を殺すことを誓う。彼女はビーシュマに対して戦争を仕掛けるようにと他の王たちを説得するが、偉大な戦士の怒りをかうことを恐れ誰一人として承諾するものはいなかった。
アンバーはビーシュマのグル、パラシュラーマを味方につけることに成功する。しかしパラシュラーマにもビーシュマを倒すことはできず、戦いは引き分けに終わった。
ラージャゴーパーラーチャーリーの要約によれば、アンバーは苦行を行い、スカンダから青いハスの花輪を受け取る。この花輪を身につけたものがビーシュマに死をもたらすだろうと予言を与えられる。彼女はふたたび、花輪を受け取り彼女の味方になってくれるものを探したが、誰もビーシュマと敵対しようとはしなかった。アンバーは憤慨し、花輪をドルパダの宮殿の門にかけ苦痛にもだえた。
そしてアンバーはドルパダの娘シカンディニーとして転生した。

## 幼少期と性転換
物語の多くのバリエーションでは、シカンディンは男で、シヴァの祝福によりアンバーはすべての前世の記憶を思い出す。最も一般的なバリエーションではシカンディニーが性転換をしてシカンディンになる。
ラージャゴーパーラーチャーリーの要約によれば、シカンディニーが若いころにずっとしおれることの無い青いハスの花輪を宮殿の門で見つける。シカンディニーはそれを首にかける。それはアンバー（すなわち前世のシカンディニー）がスカンダからいただいた花輪だった。花輪を身につけた娘を見たドルパダはビーシュマと敵対する恐怖を感じて震えた。シカンディニーは王国を去り、森で禁欲生活を送る。そして性転換をしてシカンディンとなった。
ヴィヤーサの『マハーバーラタ』ではシカンディニーはヤクシャと性別を交換する。ドルパダは娘を息子として育て、そして少女と結婚させた。しかし妻は一国の王である自分の父に自分の夫が女だと不平をもらす。王は真相を探るべく人を送り込むが、シカンディニーは森の中へ逃げ込んだ。そこでシカンディニーはヤクシャと出会い、一時的に性別を交換した。しかしシカンディニーが王に会いに行っている間に、ヤクシャの王はそのヤクシャが女の子になっているのを見て、シカンディンが死ぬまで性別を戻すことができないようにのろいを掛けた。こうしてシカンディニーはシカンディンになった。

## マハーバーラタの戦い
クル・クシェートラの戦いでビーシュマはシカンディンがアンバーの転生した姿であると看破し、女性とは戦わないという信念から武器をおろした。ビーシュマがそういう行動をとるであろうと予期していたクリシュナはアルジュナに助言し、アルジュナはその助言に従ってシカンディンを盾にとり、そして猛然と矢を射かけた。したがってシカンディンはビーシュマの死のきっかけを作ったことになる。
戦争18日目にシカンディンはアシュヴァッターマンに殺される。